# ریانا
روبین ریانا فنتی (انگلیسی: Robyn Rihanna Fenty؛ زادهٔ ۲۰ فوریه ۱۹۸۸) خواننده، بازیگر و بازرگان باربادوسی است. او با موسیقی و همچنین اقداماتش در عرصه مد، تأثیر فرهنگی چشمگیری بر جای گذاشته است. ریانا یکی از ثروتمندترین و پرفروش‌ترین هنرمندان تاریخ موسیقی به‌شمار می‌رود و فروش آثارش ۲۵۰ میلیون نسخه برآورد شده است. از جمله افتخارات او می‌توان به ۹ جایزه گرمی، ۱۲ جایزه موسیقی بیلبورد و ۱۳ جایزه موسیقی آمریکا اشاره کرد. او همچنین نامزد دریافت جایزه اسکار و گلدن گلوب نیز بوده است.
ریانا در سال ۲۰۰۵ توسط تهیه‌کننده ایوان روجرز کشف شد و با شرکت دف جم رکوردینگز قرارداد بست. او فعالیت حرفه‌ای خود را با آلبوم‌های موسیقی خورشید (۲۰۰۵) و دختری مثل من (۲۰۰۶) آغاز کرد؛ هر دو آلبوم در میان ده آلبوم برتر جدول بیلبورد ۲۰۰ آمریکا قرار گرفتند. این آلبوم‌ها شامل تک‌آهنگ‌هایی چون «پان د ریپلی» و «اس‌اواس» بودند که به‌ترتیب در جایگاه دوم و اول جدول بیلبورد هات ۱۰۰ قرار گرفتند. ریانا با تغییر رویکرد خود به سبک بالغانه‌تر، در آلبوم دختر خوب بد شد (۲۰۰۷) و نسخه بازنشر شده‌اش با عنوان ضبط دوباره (۲۰۰۸) به سبک دنس پاپ و آراندبی روی آورد. این پروژه شامل چندین تک‌آهنگ موفق بود، از جمله «چتر»، «تعظیم کن» و «دیستربیا» که همگی به صدر جدول فروش آمریکا رسیدند.
ریانا در سال ۲۰۰۹ با آلبوم درجه آر که رنگ و بوی موسیقی راک داشت، به مضامین تیره‌تر و شخصی‌تر پرداخت، اما در سال ۲۰۱۰ با آلبوم دنس‌پاپ بلند به سبک شادتر بازگشت و در ادامه، سبک آراندبی را در آلبوم تاک دت تاک (۲۰۱۱) به‌کار گرفت. آلبوم ناعذرخواهانه (۲۰۱۲) با محوریت سینث-پاپ، نخستین آلبوم او بود که صدرنشین جدول بیلبورد ۲۰۰ شد. این آلبوم‌ها شامل تک‌آهنگ‌های نامبروان «پسر بی‌تربیت»، «تنها دختر (در دنیا)»، «نام من چیست؟»، «اس اند ام»، «ما عشق را یافتیم» و «الماس‌ها» بودند. پس از ترک کمپانی دف جم و پیوستن به لیبل راک نیشن متعلق به جی-زی، ریانا در سال ۲۰۱۶ آلبوم آنتی با سبک دنس‌هال را منتشر کرد که دومین آلبوم صدرنشین او در جدول آمریکا بود و شامل تک‌آهنگ نامبروان «کار» می‌شد. از جمله فیلم‌هایی که ریانا در آن‌ها بازی کرده می‌توان به کشتی جنگی (۲۰۱۲)، خانه (۲۰۱۵) و هشت یار اوشن (۲۰۱۸) اشاره کرد.
ریانا با هفت تک‌آهنگ با گواهی الماس در آمریکا، عنوان پرگواهی‌ترین خواننده زن در حوزه فروش دیجیتال را از انجمن صنعت ضبط موسیقی ایالات متحده آمریکا دریافت کرده و ۱۴ تک‌آهنگ نامبروان در جدول بیلبورد هات ۱۰۰ دارد. در خارج از دنیای سرگرمی، او به‌دلیل فعالیت‌های تجاری‌اش نیز شناخته می‌شود: تأسیس بنیاد خیریه «کلارا لیونل»، برند لوازم آرایشی فنتی بیوتی و برند مد فنتی زیرمجموعه شرکت ال‌وی‌ام‌اچ که با آن تبدیل به نخستین زن سیاه‌پوستی شد که رهبری یک برند لوکس در این گروه را بر عهده دارد. دولت باربادوس او را به‌عنوان سفیر معرفی کرد و در سال ۲۰۲۱ لقب قهرمان ملی این کشور را به او اعطا کرد. ریانا توسط نشریاتی مانند رولینگ استون و بیلبورد در میان بزرگ‌ترین هنرمندان تاریخ قرار گرفته است.

## تولد

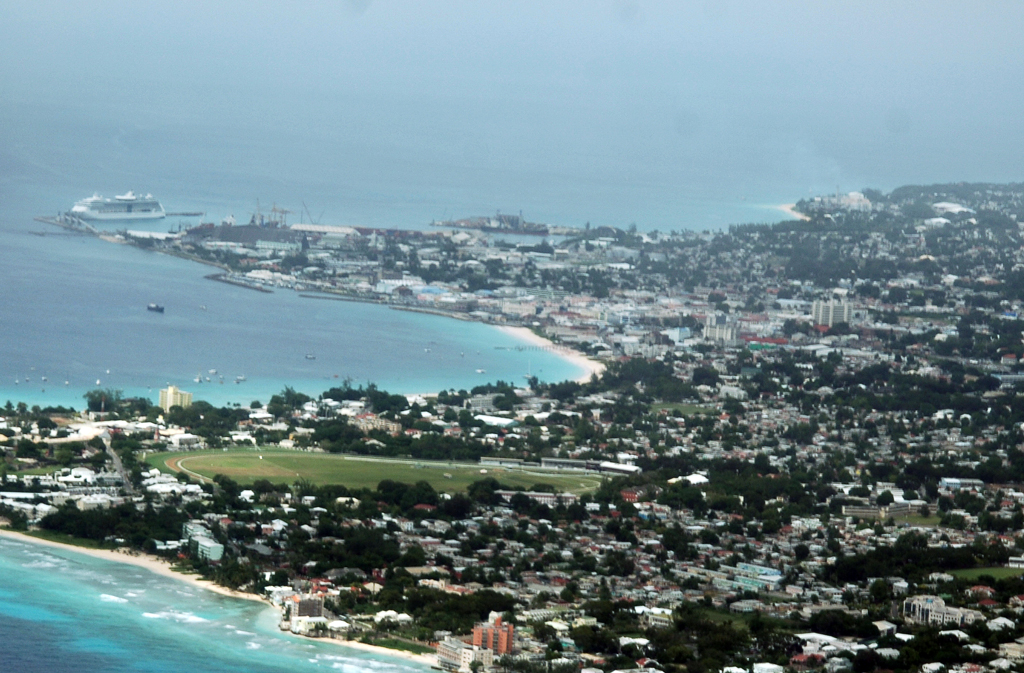
بریج‌تاون، شهری که ریانا در آن بزرگ شد.

روبین ریانا فنتی متولد ۲۰ فوریه ۱۹۸۸ در شهر سنت مایکل در کشور باربادوس است. او از مادری آفریقایی-گویانایی‌تبار و پدری باربادایی با تبار آفریقایی، ایرلندی، انگلیسی و اسکاتلندی است. مادرش «مونیکا» یک حسابدار بازنشسته و پدرش «رونالد» سرپرست یک انبار بود. او دو برادر به نام‌های «روری» و «راژاد» و همچنین دو خواهر ناتنی و یک برادر ناتنی دیگر از طرف پدرش دارد. ریانا در یک خانه ۳ اتاقه به همراه خانواده‌اش در شهر بریج‌تاون زندگی می‌کرد و معمولاً روزها به همراه پدرش در یکی از خیابان‌های شهر لباس فروشی می‌کرد. دوران کودکی او عمیقاً تحت تأثیر اعتیاد پدرش به الکل و کراک بود که عامل رابطه پرتنش والدینش بود. پدر ریانا عادت داشت مادرش را مورد آزار جسمی قرار دهد و ریانا مدام تلاش می‌کرد بین آنها وارد شود تا آنها را آشتی دهد.
ریانا در دوران کودکی سی‌تی‌اسکن‌های زیادی برای سردردهای طاقت‌فرسایی که داشت انجام می‌داد و خودش بیان می‌کند: «سر دردهایم آنقدر شدید بود که پزشکان فکر می‌کردند تومور دارم!». در ۱۴ سالگی، والدینش از یکدیگر طلاق گرفتند و به دنبال آن وضعیت سلامتی او شروع به بهبودی کرد.
او در مدرسه ابتدایی «چارلز اف. بروم مموریال» و مدرسه «کامبرمر» جایی در کنار کریس جردن و کارلوس براتویت، کریکت بازان بین‌المللی آینده تحصیل کرد. او در ابتدا می‌خواست از دبیرستان فارغ‌التحصیل شود، اما ترجیح داد به جای آن حرفه موسیقی را دنبال کند.
علاقه ریانا به موسیقی از دوران کودکی اش شروع شد و از همان دوران به موسیقی «رگی» علاقه‌مند گشت و در هفت سالگی، خوانندگی نیز می‌کرد. ریانا در دوران دبیرستان موفق به تشکیل یک گروه موسیقی نیز شد.

## حرفه

### کشف شدن
در دسامبر ۲۰۰۳ بود که ریانا با ایوان روجرز آشنا می‌شود. روجرز از وی دعوت کرد تا جلوی او نیز آهنگی اجرا کند. ریانا دو آهنگ، یکی از خواننده استرالیایی، سمنتا سنگ و یکی دیگر، آهنگی از ماریا کری را اجرا می‌کند. اجرا و خوانندگی ریانا روجرز را تحت تأثیر قرار داده و این شد که از ریانا دعوت می‌کند و در نهایت نیز ریانا به همراه مادرش به شهر کانکتیکت در آمریکا می‌روند تا بتواند با کمک روجرز چند آهنگ نمونه ضبط کند. روجرز همچنین برای ریانا یک مدیر برنامه و یک وکیل نیز استخدام می‌کند. در اواخر ۲۰۰۴ بود که تصمیم بر این شد که نمونه آهنگ‌های وی را برای شرکت‌های بزرگ موسیقی ارسال کنند که در این راستا چهار نمونه آهنگ به کمپانی‌های مختلف ازجمله دف جم ارسال شد. مدیر وقت این شرکت جی زی بود، بعد از شنیدن صدای ریانا با شک و تردید از وی دعوت به حضور در شرکتش کرده تا جلوی وی نیز یک آهنگ را شخصاً اجرا کند. ریانا در فوریه ۲۰۰۵ برای اجرا مقابل جی زی به نیویورک، مقر شرکت دف جم رفته و سه آهنگ را اجرا می‌کند. پایان این مسافرت به نیویورک با بستن قراردادی با شرکت دف جم پایان می‌پذیرد.

### آلبوم‌های: موسیقی خورشید - دختری مثل من

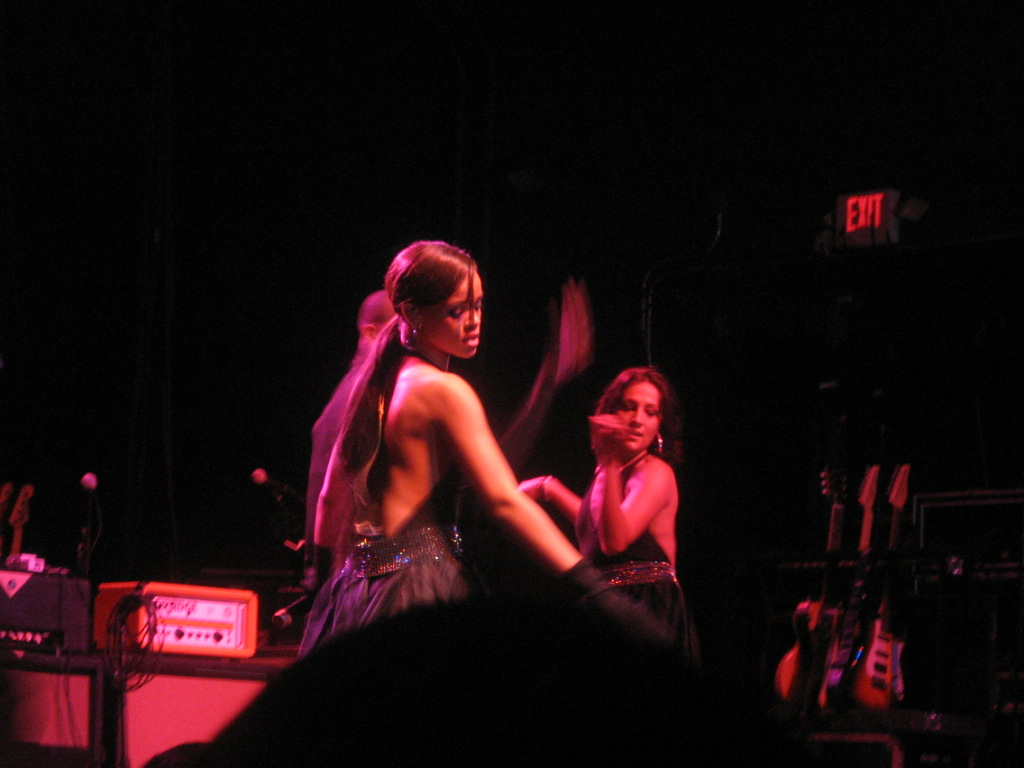
ریانا در سال ۲۰۰۵ میلادی.

ریانا به مدت چهار ماه با «ممفیس بلیک» همکاری داشته و در عین حال مشغول ضبط آلبوم نخستش نیز بوده است. اولین آلبوم وی با نام موسیقی خورشید در ماه اوت ۲۰۰۵ روانه بازار می‌شود. این آلبوم توانست رتبه دهم در بیلبورد ۲۰۰ را از آن خود کرده و گواهینامه طلایی‌ای را نیز از انجمن صنعت ضبط موسیقی ایالات متحده آمریکا دریافت نمود. موسیقی خورشید همچنین موفق به فروش بیش از دو میلیون کپی در دنیا شد و بازخوردهای متفاوتی را نیز دریافت کرد. مجله رولینگ استون امتیاز ۲/۵ از پنج را برای این آلبوم در نظر گرفت. یکی از تک‌آهنگ‌های این آلبوم به نام «اگه این عشقه که تو می‌خوای» نتوانست موفقیت خوبی به‌دست‌آورد، اما با این وضعیت در کشورهایی چون استرالیا، ایرلند و نیوزلند تبدیل به یکی از آهنگ‌های محبوب شده بود.
یک‌ماه پس از انتشار نخستین آلبوم، ریانا کار بر روی دومین آلبوم خود را شروع کرد. عواملی که در تولید این آلبوم با وی همکاری داشتند تقریباً همان گروهی بودند که در نخستین آلبوم ریانا را یاری می‌کردند. دومین آلبوم ریانا با نام دختری مثل من در ماه آوریل سال ۲۰۰۶ منتشر شد. اگرچه نقدها نسبت به این آلبوم متفاوت بود اما از نظر تجاری می‌توان جزء آلبوم‌های موفق قلمدادش کرد به‌طوری‌که در ۱۳ کشور تبدیل به یکی از ۱۰ آلبوم موسیقی برتر شده بود. در کانادا در جایگاه نخست قرار داشت و در کشورهای دیگر چون بریتانیا و آمریکا با فروش۱۱۵٫۰۰۰ نسخه‌ای توانست رتبه پنجم را کسب کرده بود. از تک‌آهنگ‌های مهم این آلبوم، اس‌اواس بود که این تک‌آهنگ نیز همانند آلبوم توانست بسیار موفق ظاهر شود و در یازده کشور جزء پنج آهنگ برتر شناخته شد. اما در آمریکا و استرالیا این آهنگ توانست به جایگاه اولی در لیست ۱۰۰ آهنگ داغ بیلبورد برسد. این اولین باری بود که آهنگی از ریانا به این جایگاه دست یافته بود. بی‌وفا نام یکی دیگر از آهنگ‌های این آلبوم است که این آهنگ نیز به موفقیت بالایی دست یافت و در ۱۸ کشور جهان تبدیل به یکی از ۱۰ آهنگ برتر شده بود. در کانادا و سوییس نیز به جایگاه اول رسید. به دنبال انتشار دومین آلبوم ریانا تور موسیقی‌ای را نیز به اجرا درآورد.

### ۲۰۰۹–۲۰۰۷ آلبوم‌های: دختر خوب بد شد - درجه آر

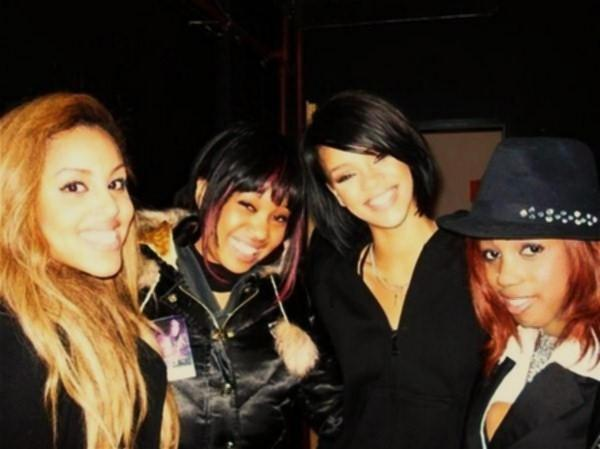
ریانا در کنار طرفدارانش در سال ۲۰۰۷ میلادی.

سومین آلبوم ریانا تحت عنوان دختر خوب بد شد با سبکی متفاوت در ماه مه ۲۰۰۷ منتشر شد. این آلبوم توانست رتبه دوم برترین آلبوم‌ها در استرالیا و آمریکا را از آن خود کرده و در سایر کشورها نیز تبدیل به یکی از محبوب‌ترین‌ها شود. از طرف دیگر نقدها نسبت به این آلبوم – به نسبت نقدهای وارده به آلبوم‌های قبلی – بسیار مثبت بوده و این آلبوم به شدت مورد تحسین منتقدان قرار گرفت. آهنگ اصلی این آلبوم، چتر در ۱۳ کشور جهان تبدیل به یکی از برترین آهنگ‌ها شده بود و در کشور بریتانیا که توانسته بود جایگاه نخست را کسب کند، موفق شد به شکل سه هفته پیاپی این جایگاه را محفوظ بدارد؛ با این حساب ریانا توانست رکوردی در این زمینه بجا گذارد. رکورد قبلی ازآن آهنگی در سال ۱۹۹۴ بود. همچنین با فروش بالای ۶٫۶ میلیون کپی از این آهنگ، «چتر» تبدیل به یکی از آهنگ‌های پرفروش ریانا نیز شد. در ادامه برای حمایت از آلبوم، ریانا تصمیم به برگزاری توری با عنوان «تور دختر خوب بد شد» می‌گیرد که در سپتامبر ۲۰۰۷ به اجرا در می‌آید. این تور شامل بیش از ۸۰ اجرای مختلف در آمریکا، کانادا و کشورهای اروپایی بوده است. در مراسم جوایز گرمی سال ۲۰۰۸ نیز ریانا نامزد دریافت چندین جایزه مختلف می‌شود که در این بین آهنگ چتر موفق به برنده شدن می‌شود.

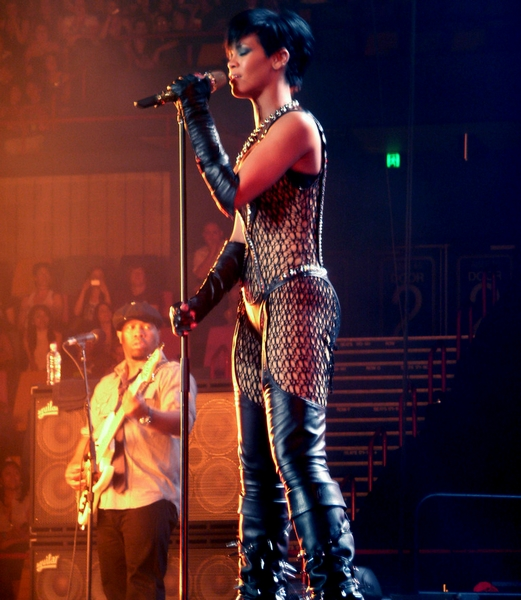
ریانا در سال ۲۰۰۸ میلادی.

در طول سال ۲۰۰۸ بود که ریانا در تور موسیقی کانیه وست، لوپه فیاسکو و ان.ئی.آر.دی شرکت کرده و با آن‌ها همکاری می‌کند. همچنین سومین آلبوم خودش را یکبار دیگر منتشر می‌کند، اینبار تحت عنوان دختر خوب بد شد: ضبط دوباره که در آن سه آهنگ جدید «دستربیا»، تعظیم کن و بازپروری اضافه شده بودند. هر سه این آهنگ‌ها تبدیل به آهنگ‌های موفق شدند و توانستند در رتبه‌بندی‌های مختلف، جایگاه‌های بالایی را کسب کنند. در ماه اوت همین سال (۲۰۰۸) ریانا با همراهی مری جی. بلایژ، ماریا کری و بیانسه آهنگی به نام «فقط بلند شو» را اجرا کردند و این آهنگ در حمایت از کمپینی علیه سرطان بود. چندی بعد در نوامبر ۲۰۰۸ نیز آهنگ زندگی خودت را بکن منتشر شد. ریانا در این آهنگ با تی. آی همکاری داشته. آهنگ «زندگی خودت را بکن» در ۱۳ کشور جهان تبدیل به یکی از ۱۰ آهنگ برتر شده بود.
در اوایل سال ۲۰۰۹ ریانا کار بر روی آلبوم چهارمش را شروع کرد. در همین حال نیز در آهنگ‌هایی از کانیه وست و جی. زی همکاری‌هایی داشته است. در نهایت آلبوم چهارم ریانا در نوامبر ۲۰۰۹ با نام درجه آر منتشر می‌شود. مجله رولینگ استون در خصوص این آلبوم اظهار داشت: «ریانا با تغییر صدایش یکی از بهترین آلبوم‌های سال را ساخت». آهنگ اصلی این آلبوم رولت روسی نام داشت که در عرصه تجاری موفقیت بسیار بالایی کسب کرد. این آهنگ توانست در کشورهایی چون نروژ و سوییس جایگاه اول را از آن خود کند و در ۱۶ کشور مختلف دیگر در جایگاه‌های برتری قرار بگیرد. در ادامه آهنگ‌های سخت (با همراهی یانگ جیزی) و پسر بی‌تربیت و چند آهنگ مختلف دیگر منتشر می‌شوند. در بهار ۲۰۱۰ نیز نسخه ریمیکس از آلبوم رتبه آر روانه بازار می‌شود. این آلبوم ریمیکس شامل ۱۰ آهنگ می‌شد که توسط «چو فو» عملیات ریمیکس‌شان انجام شده بود. در ادامه نیز برای تبلیغ آلبوم، ریانا مجدداً توری بین‌المللی را به راه انداخت. نام این تور «آخرین دختر روی کره زمین» بود.

### ۲۰۱۱–۲۰۱۰ آلبوم‌های: بلند - تاک دت تاک

ریانا در پاریس در آوریل ۲۰۱۰

در تابستان ۲۰۱۰ بود که ریانا با همکاری‌ای با امینم آهنگ عاشق دروغ گفتن‌هاتم را ضبط و منتشر می‌کند. این آهنگ یکی از آهنگ‌های بسیار موفقی بود که تاکنون ریانا با همکاری شخص دیگری روانه بازار کرده بود؛ به‌طوری‌که در بیش از ۲۰ کشور جهان رتبه نخست را ازآن خود کرده بود. این هفتمین آهنگ ریانا بود که موفق به کسب رتبه نخست در آمریکا شده بود. عاشق دروغ‌گفتن‌هاتم همچنین موفق به شکستن رکوردی در بریتانیا شد و تبدیل به پرفروش‌ترین آهنگ سال ۲۰۱۰ در این کشور شد؛ با این حساب، این آهنگ در واقع اولین آهنگ ریانا بود که بیش از یک میلیون فروش در این کشور داشت. در اکتبر ۲۰۱۰ بود که ریانا تیم مدیریت خود را عوض کرد و به شرکت راک نیشن پیوست.
بلند، پنجمین آلبوم رسمی ریانا چندی بعد منتشر شد. آهنگ اصلی این آلبوم تنها دختر (در دنیا) بود که توانست در پانزده کشور جهان رتبه اولی را به‌دست‌آورد؛ در این بین می‌توان به کشورهایی چون استرالیا، بریتانیا، کانادا و آمریکا اشاره نمود. دومین آهنگ این آلبوم نام من چیست؟ بود که با همراهی دریک اجرا شده بود و توانست رتبه اول در آمریکا و بریتانیا را به‌دست‌آورد. با این حساب، ریانا تنها هنرمند زنی بود که توانست ۵ آهنگ رتبه اولی در چند سال پیاپی در بریتانیا داشته باشد. سومین آهنگ آلبوم اس و ام نام داشت در لیست ۱۰۰ آهنگ داغ رتبه اول را داشت. ریمیکس همین آهنگ با همراهی بریتنی اسپیرز نیز چندی بعد روانه بازار شد و این آهنگ هم در رتبه اول جای گرفت و به دهمین آهنگ ریانا در جایگاه اول تبدیل شد. با فاصله زمانی ۴ سال و ۱۱ ماه و ۲ هفته بین اولین آهنگ رتبه اولی تا دهمین آهنگ رتبه اولی، ریانا رکوردی جالب به ثبت رساند و به عنوان یکی از سریع‌ترین هنرمندان در کسب جایگاه اول نام گرفت.

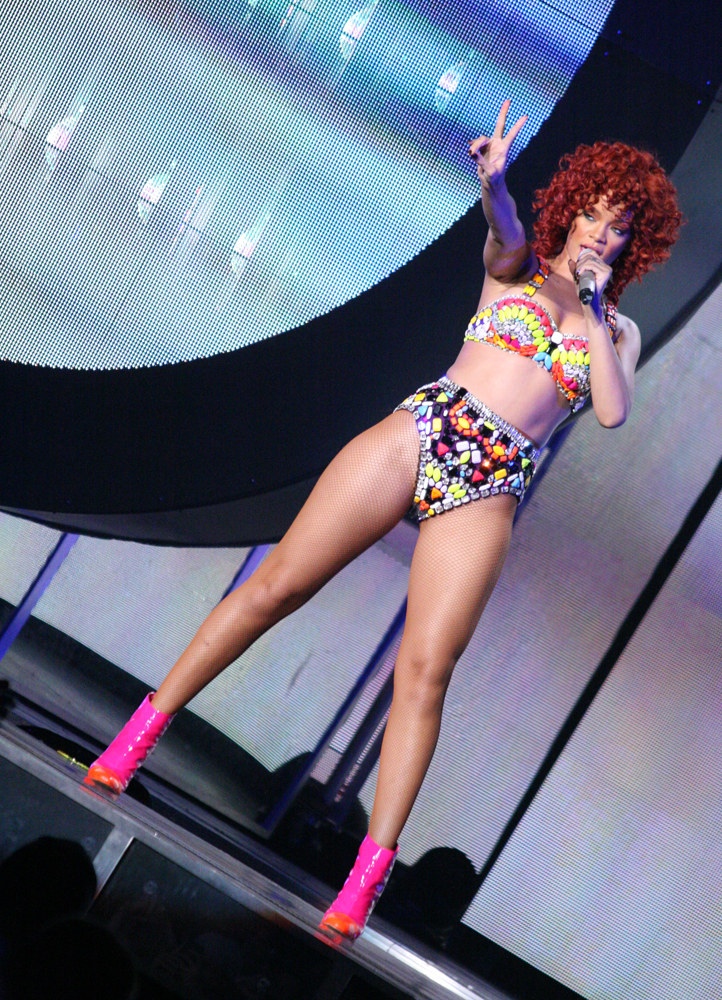
ریانا در کنسرتی از تور آلبوم بلند در سال ۲۰۱۱ میلادی.

در پنجاه‌وسومین مراسم جوایز گرمی، آهنگ «تنها دختر (در دنیا)» موفق به کسب جایزه‌ای شد. در ادامه نیز آهنگ‌های مرد کشته شد و تخت پادشاه کالیفرنیا در ماه مه ۲۰۱۱ روانه بازار شدند که موفقیت متوسطی را رقم زدند. به سلامتی با الهام از آهنگ با تو هستم از آوریل لوین ساخته شده بود نیز روانه بازار شد که توانست جزء ۲۰ آهنگ برتر بریتانیا و ۱۰ آهنگ برتر آمریکا قرار بگیرد. در ادامه نیز مطابق گذشته، ریانا تور موسیقی‌ای را در مورد این آلبومش اجرا می‌کند. این تور به مدت ۱۰ شب در ورزشگاه او۲ آرنا لندن اجرا شد که در زمینه فروش، توانست رتبه بالایی را نیز بدت آورد. این تور همچنین هفتمین تور پردرآمد سال ۲۰۱۱ نیز شد. ۳ اجرای آخر ریانا در این تور فیلمبرداری شده و فیلم‌ها در ۱۸ دسامبر ۲۰۱۲ عرضه شدند.
ششمین آلبوم ریانا، تاک دت تاک در نوامبر ۲۰۱۱ منتشر شد. با فروش بیش از ۱۹۸٫۰۰۰ کپی از این آلبوم، رتبه سوم بیلبورد ۲۰۰ (در آمریکا) و با فروش ۱۶۳٫۰۰۰ نسخه‌ای در بریتانیا، رتبه نخست را در این کشور از آن خود کرد. آهنگ اول این آلبوم «ما عشق پیدا کردیم» بود که در ۲۷ کشور جهان جایگاه اول و در ۳۰ کشور جزء یکی از ۱۰ آهنگ برتر شناخته شده بود. ریانا با این آهنگ رکوردهایی در سطح جهانی برجای گذاشت. ما عشق پیدا کردیم در لیست ۱۰۰ آهنگ داغ بیلبورد جایگاه اول را به مدت ۱۰ هفته داشت. با این رقم، ریانا رکورد داشتن طولانی‌ترین رتبه اولی در این لیست در سال ۲۰۱۱ را به نام خود زد. چندی بعد نیز به عنوان بیست‌وچهارمین آهنگ بزرگ تمام دوران لیست ۱۰۰ آهنگ داغ بیلبورد معرفی شد. از دیگر آهنگ‌های موفق آلبوم می‌شود به کجا میتونی باشی اشاره کرد که در واقع پنجمین آهنگ این آلبوم بود و توانست موفقیت‌های خوبی کسب کند و رتبه پنجم در آمریکا و رتبه ششم در بریتانیا را داشت.

### ۲۰۱۳–۲۰۱۲ آلبوم‌های: بازیگری - ناعذرخواهانه

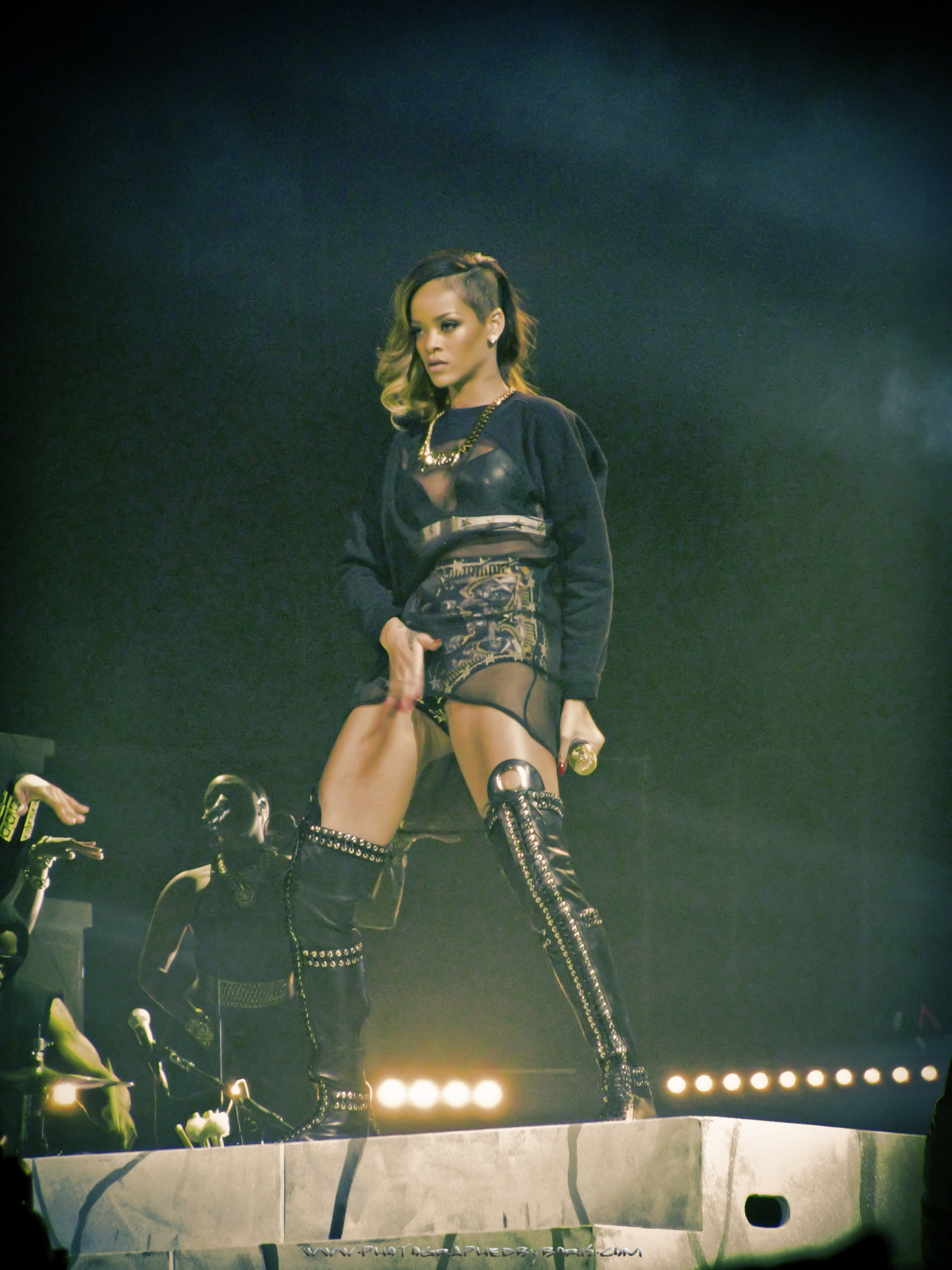
ریانا درحال اجرا در سال ۲۰۱۳ میلادی.

در اوایل ۲۰۱۲ دو آهنگ از ریانا منتشر شد که در آن‌ها با دیگر هنرمندان همکاری داشته. آهنگ اول شاهدخت چین نام داشت که با کلدپلی خوانده بود و دیگری آهنگی با همکاری دریک به نام «مراقب باش». در فوریه ۲۰۱۲ ریانا سومین جایزه گرمی برای بهترین خواننده رپ مشترک را در مراسم جوایز گرمی سال ۲۰۱۲ دریافت کرد و همچنین به عنوان بهترین هنرمند بین‌المللی زن در مراسم بریت سال ۲۰۱۲ با رأی مردم انتخاب شد. در مارس ۲۰۱۲ نیز با همراهی کریس براون دو آهنگ را ضبط و روانه بازار می‌کند، اما مورد توجه مخاطبان قرار نگرفته و عمده نظرات نسبت به آن‌ها منفی بوده است. در سپتامبر ۲۰۱۲ موزیک ویدئوی ما عشق پیدا کردیم توانست در مراسم جوایز شبکه ام‌تی‌وی برنده جایزه موزیک‌ویدئوی سال شود. ریانا در این سال اولین فیلم سینمایی خودش را نیز بازی کرد. نام این فیلم کشتی جنگی بود و در آن ریانا نقش یکی از افسران نیروی دریایی را بازی می‌کند. عمده نظرات نسبت به این فیلم و نقش‌آفرینی ریانا متوسط رو به منفی بوده و وی نتوانست موفقیت خوبی در این زمینه پیدا کند. بخاطر بازی در این فیلم ریانا برنده جایزه تمشک طلایی برای بدترین بازیگر نقش مکمل زن شد. در ادامه ریانا در بخشی از ویدئوی کیتی پری: بخشی از من که در مورد زندگی‌نامه دوستش کیتی پری است و همچنین قسمت اول از فصل دوم یک برنامه تلویزیونی محصول اپرا وینفری شرکت کرد.

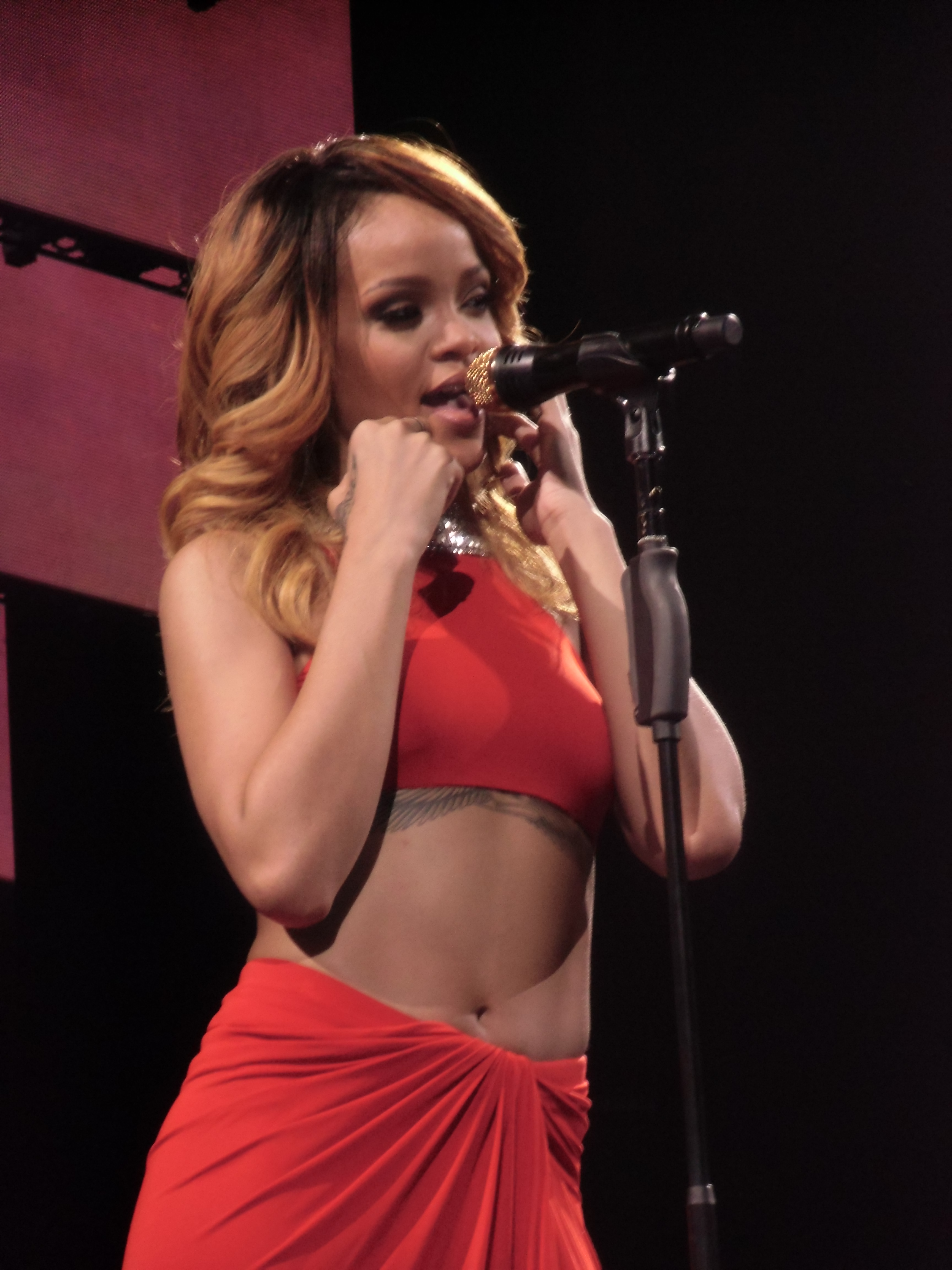
ریانا در تور موسیقی در ژوئن ۲۰۱۳

هفتمین آلبوم ریانا با نام غیرقابل بخشش در نوامبر ۲۰۱۲ عرضه می‌شود. شروع فروش این آلبوم در آمریکا با قرارگرفتن آن در جایگاه اول بیلبورد ۲۰۰ شروع شد و موفق به فروش بیش از ۲۳۸٫۰۰۰ نسخه شد. فروش بالای این آلبوم در اولین هفته پس از عرضه، «غیرقابل بخشش» را برای ریانا تبدیل به اولین آلبوم با این‌چنین رکورد فروش کرد. اولین آهنگ این آلبوم الماس‌ها نام داشت که در بیش از ۲۰ کشور جهان توانست در رتبه اول قرار بگیرد. از جمله این کشورها آمریکا بود که الماس‌ها در لیست ۱۰۰ آهنگ داغ بیلبورد توانسته بود رتبه اول را کسب کند و تبدیل به دوازدهم آهنگ ریانا شود که در این جایگاه قرار می‌گیرد. دومین آهنگ آلبوم بمان نام داشت که با همراهی میکی اکو اجرا شده بود و در ۲۰ کشور جهان در زمره پنج آهنگ برتر قرار داشت. در آمریکا جایگاه سوم ازآن این آهنگ بود. «پوئر آیت آپ» نیز از آهنگ‌های این آلبوم بود که در نهایت موفق به کسب جایگاه نوزدهم در لیست ۱۰۰ آهنگ داغ بیلبورد می‌شود. همین حالا نام چهارمین آهنگ آلبوم است که در جایگاه ۵۰ قرار داشت. همچنین برای تبلیغ این آلبوم نیز ریانا توری به نام تو ۷۷۷ برگزار کرد. توری ۷ روزه با ۷ اجرا در ۷ کشور. مستندی در خصوص این تور بعدها منتشر شد.
در فوریه ۲۰۱۳ و در مراسم پنجاه و پنجمین جوایز گرمی ریانا موفق به برنده شدن ششمین جایزه گرمی خود برای ویدئوی ما عشق پیدا کردیم می‌شود. در همین ماه بود که «آفیشال چارتز کامپنی» (شرکتی در خصوص ارائه آمار و اطلاعات فروش) عنوان می‌دارد که ریانا تاکنون ۳٫۸۶۸٫۰۰۰ نسخه از آثارش را تنها در بریتانیا به فروش رسانده و در ادامه نیز در ماه مارس ۲۰۱۳ تور موسیقی دیگری برگزار می‌کند. در ادامه فعالیت‌های سینمایی، وی در فیلمی کمدی به نام این پایان است نقش‌آفرینی می‌کند. این فیلم اثری از ست روگن و ایوان گولدبرگ است. چندی بعد رپر آمریکایی، وال، ریمیکس آهنگ خود را با نام «بد» منتشر می‌کند. در نسخه ریمیکس ریانا نیز همکاری دارد. در اکتبر ۲۰۱۳ امینم نیز آهنگی به نام هیولا را منتشر می‌کند که آن را با همراهی ریانا خوانده بود. این آهنگ در بریتانیا و آمریکا توانست در جایگاه اول قرار بگیرد (و در واقع سیزدهمین آهنگ ریانا در این جایگاه بود).

### ۲۰۱۴–۲۰۱۶ هشتمین آلبوم رسمی

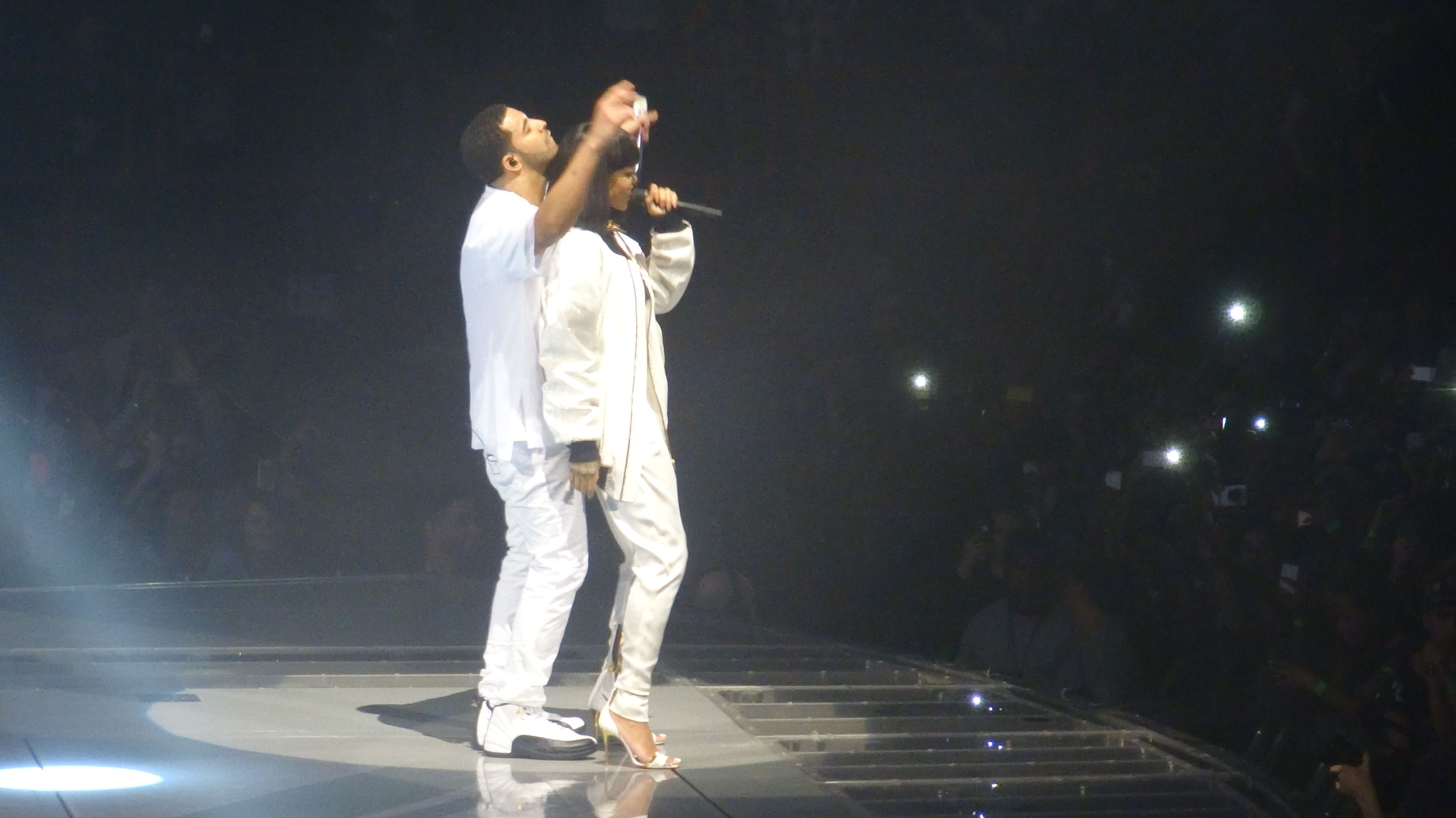
ریانا و دریک در سال ۲۰۱۴ میلادی.

در دسامبر ۲۰۱۳ خواننده آمریکایی، پیت‌بول، طی مصاحبه‌ای فاش کرد که در آهنگ چوب در ابتدا قرار بود ریانا همراهی کند اما از آنجا که پیش‌تر از ریانا برای همکاری در آهنگ نمی‌توانم به یاد بیاورم که فراموشت کرده‌ام درخواست شده بود، بخاطر عدم داشتن وقت، درخواست پیت‌بول را رد می‌کند. همچنین در همین زمان بود که ریانا عنوان کرد که آلبوم هشتم خود را نیز منتشر خواهد کرد و در ادامه لیستی از تهیه‌کنندگان احتمالی شامل دی‌جی موستارد، رودنی جرکینز، نیکی رومرو و داوید گتا نام برد. در ۲۵ فوریه ۲۰۱۴ مدیر شرکت دریم ورکز انیمیشن اظهار کرد که ریانا قرار است آلبومی در خصوص انیمیشن خانه عرضه کند. در کنار این، به همراهی جنیفر لوپز و استیو مارتین قرار است نقشی نیز در این انیمیشن داشته باشد. در ماه مه ۲۰۱۴ ریانا شرکت دف جم را ترک کرد تا وارد یک قرارداد کامل با شرکت راک نیشن شود. شرکتی که از سال ۲۰۱۰ با ریانا همکاری می‌کرده. در خصوص آلبوم جدید گفته می‌شد که کیزا تعدادی از آهنگ‌های این آلبوم را سروده و قرار است این آهنگ‌ها در آلبوم قرار بگیرند. در روز ۲۸ ژانویه ۲۰۱۶ ریانا هشتمین آلبوم رسمی خود را انتشار کرد.

### ۲۰۱۷ بدون انتشار آلبوم

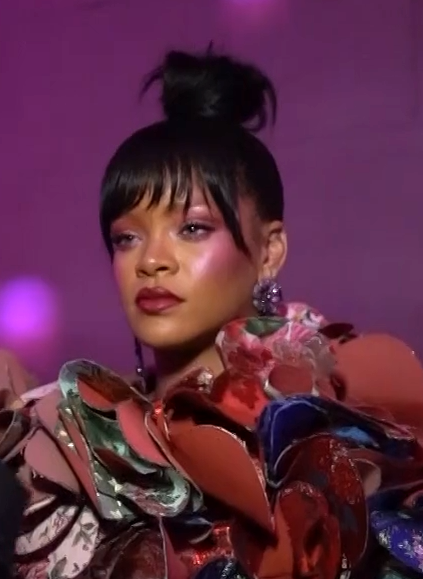
ریانا در سال ۲۰۱۷ میلادی.

ریانا در سال ۲۰۱۷ آلبومی منتشر نکرد ولی در چند آهنگ با خواننده‌های دیگر همکاری داشت؛ که از معروف‌ترین این تک آهنگ‌های «افکار وحشی» به همراه دی‌جی خالد و لویالیتی به همراه کندریک لامار که جایزه گرمی را هم برنده شد بود. همچنین ریانا یک آهنگ دیگر به همراه گروه ان.ئی.آر. دی به نام lemon (لیمو) در سبک رپ منتشر کرد، که در این آهنگ ریانا توانایی‌های خود را به چالش می‌کشید.

## جوایز و افتخارات
ریانا با فروش بیش از ۲۳۰ میلیون آلبوم و تک‌آهنگ، یکی از پرفروش‌ترین هنرمندان موسیقی در جهان است. ریانا به‌طور گسترده به عنوان یکی از برجسته‌ترین خوانندگان قرن بیست و یکم شناخته می‌شود. وی دارای ۱۴ تک‌آهنگ شماره یک و ۳۱ تک‌آهنگ در ده رتبه برتر ایالات متحده است. جوایز بزرگ وی شامل ۹ جایزه گرمی، ۱۳ جوایز موسیقی آمریکا، ۱۲ جایزه موسیقی بیلبورد، جایزه رئیس‌جمهور NAACP و نامزدی جوایز اسکار است. دیگر افتخارات:
- فوربز نام او را بین ده فرد مشهور پر درآمد در سال‌های ۲۰۱۲ و ۲۰۱۴ قرار داد.[۱۲]
- تایم او را به عنوان یکی از ۱۰۰ فرد با نفوذ جهان در سال ۲۰۱۲ و ۲۰۱۸ معرفی کرد.
- او دارای ۶ رکورد جهانی گینس است.
- همچین او در سال ۲۰۱۸ به عنوان سفیر آموزش، جهان‌گردی و سرمایه‌گذاری توسط دولت باربادوس منصوب شد.
- اجرای سوپر بول تحسین شده او در سال ۲۰۲۳، پربیننده‌ترین نمایش در تاریخ شد.
- ریانا از سال ۲۰۱۹ و پس از موفقیت شرکت آرایشی خود، ثروتمندترین خواننده زن در جهان است.[۱۳]
- در سال ۲۰۲۱ و در جشن اسقلال باربادوس، پارلمان جدید، ریانا را به عنوان «قهرمان ملی باربادوس» اعلام کرد.[۱۴]

## آلبوم‌ها
- موسیقی خورشید (۲۰۰۵)
- دختری مثل من (۲۰۰۶)
- دختر خوب بد شد (۲۰۰۷)
- درجه آر (۲۰۰۹)
- بلند (۲۰۱۰)
- تاک دت تاک (۲۰۱۱)
- ناعذرخواهانه (۲۰۱۲)
- ضد (۲۰۱۶)

## فیلم‌ها
| فیلم‌ها                  | سال  | نقش       |
| ----------------------- | ---- | --------- |
| آن را روشن کنید         | ۲۰۰۶ | خودش      |
| کشتی جنگی (فیلم)        | ۲۰۱۲ | افسر کورا |
| کیتی پری: بخشی از من    | ۲۰۱۲ | خودش      |
| این آخرشه               | ۲۰۱۳ | ریانا     |
| آنی (فیلم ۲۰۱۴)         | ۲۰۱۴ | الههٔ ماه  |
| خانه (فیلم ۲۰۱۵)        | ۲۰۱۵ | تیپ       |
| والرین و شهر هزار سیاره | ۲۰۱۷ | بابل      |
| هشت یار اوشن            | ۲۰۱۸ | ناین بال  |

## تورها
- ریانا: زنده در کنسرت (۲۰۰۶)
- تور بهترین دختر بد شد (۲۰۰۹– ۲۰۰۷)
- آخرین دختر روی زمین (۲۰۱۰–۲۰۱۱)
- تور بلند (۲۰۱۱)
- تور جهانی الماس (۲۰۱۳)
- تور هیولا (همراه امینم) (۲۰۱۴)
- تور جهانی ضد (۲۰۱۶)

## زندگی شخصی

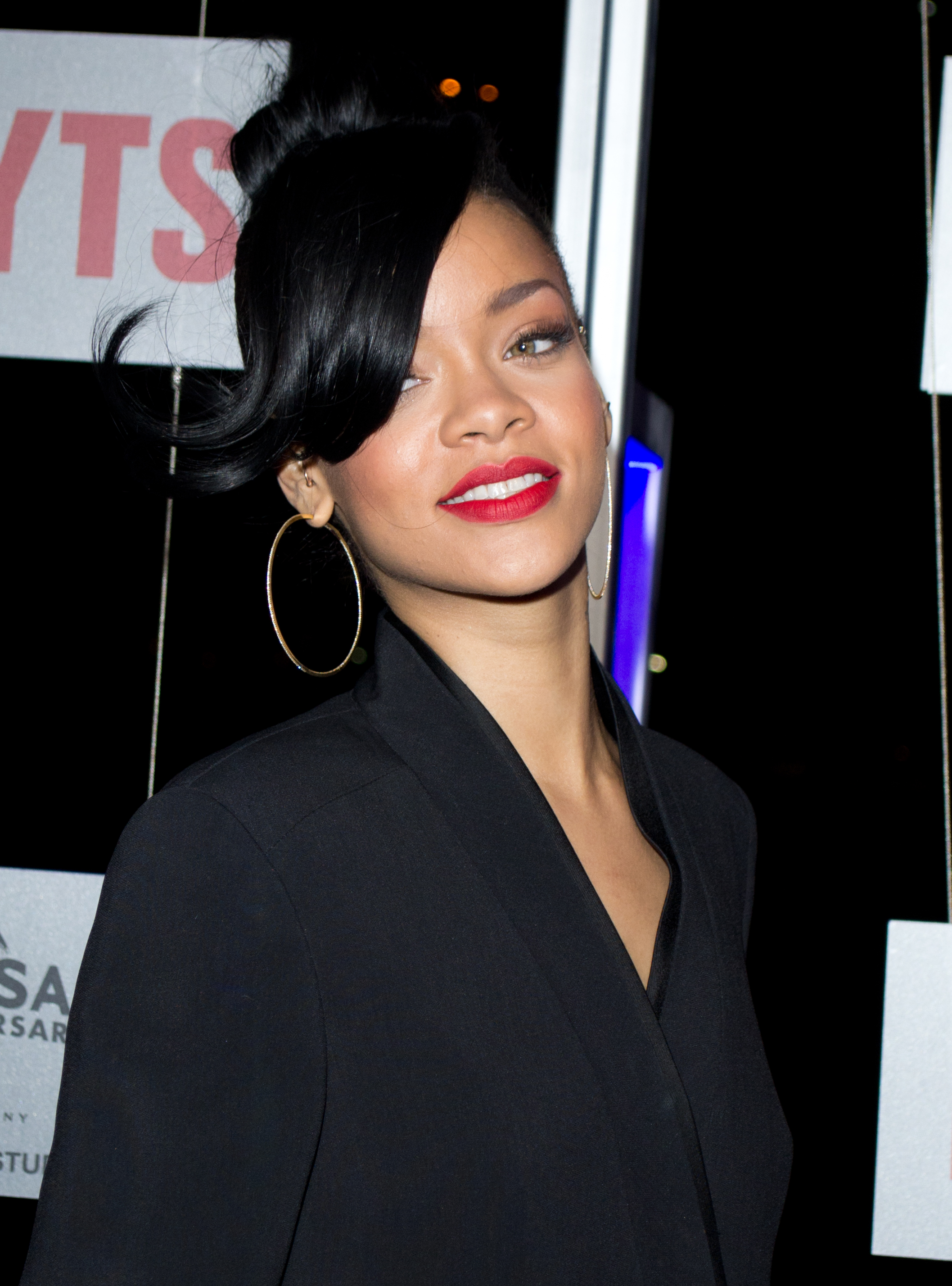
ریانا در سال ۲۰۱۲ میلادی

### روابط
ریانا از سال ۲۰۰۷ تا ۲۰۱۳ در دو مرحله، با کریس براون خواننده مشهور آمریکایی رابطه داشت. در سال ۲۰۱۷، ریانا با حسن جمیل، تاجر میلیاردر سعودی وارد رابطه‌ای عاشقانه شد؛ اما آنها تنها سه سال بعد، در ژانویه ۲۰۲۰ از هم جدا شدند.
اینبار در ۱۹ مه ۲۰۲۱، رپر آمریکایی ایسپ راکی طی مصاحبه‌ای با مجله GQ، تأیید کرد که او و ریانا با هم رابطه دارند. در ۳۱ ژانویه ۲۰۲۲، مشخص شد که این زوج در انتظار تولد اولین فرزند خود بودند. در ۱۹ مه ۲۰۲۲، تأیید شد که ریانا اولین فرزندش را به دنیا آورده است. در ۱۲ فوریه ۲۰۲۳، ریانا در طول اجرای نمایش سوپر بول خود، فاش کرد که فرزند دوم خود را باردار است و اولین کسی بود که در حین بارداری اجراکننده یک نمایش سوپر بول شد. پسر دوم ریانا در اگوست ۲۰۲۳، با نام رِزا (Rza) به دنیا آمد.

### ثروت و دارایی
ریانا پس از تیلور سوئیفت ثروتمندترین خواننده زن در جهان است. مجله فوربز سالها او را در لیست پردرآمدترین خوانندگان زن جهان قرار داده است.
او در سال ۲۰۱۷، شرکت لوازم آرایشی_بهداشتی خودش را با نام فنتی بیوتی تأسیس کرد. این شرکت به دلیل کیفیت و تنوع بالای محصولاتش مورد استقبال قرار گرفت و در سال ۲۰۱۹ ریانا با در اختیار داشتن ۵۰ درصد از سهام آن، به ثروتمندترین موسیقیدان زن در جهان تبدیل شد.
ریانا صاحب یک پنت هاوس ۱۴ میلیون دلاری در منهتن نیویورک است. او همچنین در ژوئن ۲۰۱۸ یک خانه در غرب لندن به قیمت ۷ میلیون پوند خرید تا به شرکت مد خود، «فشن فنتی» نزدیک شود. در دسامبر ۲۰۱۸، ریانا عمارت خود در هالیوود هیلز را پس از شش ماه پیش از آن، برای فروش گذاشت. گزارش شد که این عمارت به قیمت بیش از ۱۰ میلیون دلار فروخته شده است.
او اولین زن سیاه‌پوست است که رئیس یک برند لوکس برای ال‌وام‌هاش است.
ثروت ریانا در سال ۲۰۲۳، ۴'۱ میلیارد دلار تخمین زده شد.

### فعالیت در زمینه مد و خیریه
جدا از صنعت موسیقی، ریانا به دلیل مشارکت در اهداف بشردوستانه، سرمایه‌گذاری‌های کارآفرینی و صنعت مد شناخته شده است. وی در سال ۲۰۱۸ به عنوان سفیر آموزش، گردشگری و سرمایه‌گذاری از سوی سازمان ملل منصوب شد. او بنیان‌گذار سازمان غیرانتفاعی بنیاد کلارا لیونل است که در زمینه آموزش آمادگی در شرایط اضطراری به کودکان در جهان فعالیت می‌کند.
ریانا از سال ۲۰۱۶ تاکنون از دنیای موسیقی فاصله گرفته است به بیشتر سرگرم دنیای مد و فعالیت‌های تجاری خود است.